# Bass Highway (Tasmanien)
Der Bass Highway ist eine Fernstraße im Norden des australischen Bundesstaates Tasmanien. Über weite Strecken verläuft er entlang der Nordküste der Insel und bildet die einzige Verbindung zu deren Nordwestspitze. Von Launceston bis Burnie gehört der Bass Highway zum National Highway 1 Von Burnie bis Marrawah, ganz im Nordwesten Tasmaniens, wird sie als Staatsstraße A2 geführt.

## Verlauf

### Von Launceston nach Burnie (N1)
Der Bass Highway beginnt in den südlichen Vororten von Launceston als Fortsetzung des Midland Highway (N1) und führt zunächst nach Westen, vorbei an den Städten Westbury und Deloraine. In diesem Bereich verläuft die neu trassierte Autobahn (siehe unten) parallel zum Meander Valley Highway (B54).
Nach Deloraine biegt sie nach Nordwesten ab und erreicht bei der Hafenstadt Devonport die Nordküste der Insel. Über Ulverstone setzt sie ihren Weg nun entlang der Küste bis nach Burnie fort, wo der Ridgley Highway (B18) nach Süden abzweigt.

### Von Burnie nach Marrawah (A2)
Ab Burnie folgt der Bass Highway weiterhin der Küste, ist nun aber nicht mehr Nationalstraße, sondern tasmanische Staatsstraße. In Somerset zweigt der Murchison Highway (A10), die wichtigste Verbindung zur Westküste der Insel, nach Süden ab. Weiter nordwestlich umgeht der Bass Highway die Stadt Wynyard und dann den Rocky-Cape-Nationalpark.
Südlich von Stanley erreicht die Fernstraße ihren nördlichsten Punkt. Dort zweigt die Stanley Road (B21) nach Norden auf die gleichnamige Halbinsel ab, während der Bass Highway nach Westen zur Stadt Smithton abbiegt. Dort verlässt er die Nordküste und führt durch das Landesinnere zu seinem Endpunkt in der Siedlung Marrawah im nördlichsten Teil der Westküste.

## Geschichte

### Namensherkunft
Der Bass Highway ist nach dem Schiffsarzt George Bass des Kapitäns Matthew Flinders benannt, der die Bass-Straße, einen Schiffsweg zwischen Tasmanien und Australien, entdeckt hat.

### Umtrassierungen
Viele Teile des Bass Highway wurden seit 1980 neu trassiert. Dies begann mit dem Bau des Southern Outlet in Launceston, das die Innenstadt mit dem Midland Highway verbindet und Anfang der 1980er Jahre entstand. Gleichzeitig wurde der Bass Highway so verlängert, dass er an das neue Straßenstück anschloss. Seit dieser Zeit wurde die Fernstraße fast auf der gesamten Länge bis Burnie vierspurig ausgebaut, mit Überholspuren versehen und kleine Städte erhielten Ortsumgehungen.
Auf der Strecke Launceston–Deloraine betraf dies Hadspen und Carrick in den 1980er Jahren und Deloraine selbst in den 1990er Jahren. Die längste Umgehung in diesem Bereich, für die Städte Hagley und Westbury, wurde 2001 fertiggestellt. Die alte Trasse heißt nun Meander Valley Highway (B54) und wird als Touristenroute propagiert.
Auch die Strecke Latrobe–Somerset wurde in gleicher Weise behandelt. Dort war die Bevölkerung eher einverstanden, da der Highway dort in vielen Bereichen dem Berufsverkehr dient und weniger als Touristenroute zu sehen ist. Die Wirtschaft dort ist nicht so sehr auf Touristen angewiesen.

## Quelle
- Steve Parish: Australian Touring Atlas. Steve Parish Publishing, Archerfield QLD 2007. ISBN 978-1-74193-232-4. S. 55, 60, 61

- Karte mit allen Koordinaten:
- OSM |
- WikiMap